# Saint-Sauveur-la-Pommeraye
Saint-Sauveur-la-Pommeraye és un municipi francès situat al departament de la Manche i a la regió de Normandia. L'any 2007 tenia 313 habitants.

## Demografia

### Població
El 2007 la població de fet de Saint-Sauveur-la-Pommeraye era de 313 persones. Hi havia 124 famílies de les quals 32 eren unipersonals (8 homes vivint sols i 24 dones vivint soles), 40 parelles sense fills, 48 parelles amb fills i 4 famílies monoparentals amb fills.
La població ha evolucionat segons el següent gràfic:
Habitants censats

### Habitatges
El 2007 hi havia 144 habitatges, 124 eren l'habitatge principal de la família, 17 eren segones residències i 3 estaven desocupats. 142 eren cases i 2 eren apartaments. Dels 124 habitatges principals, 100 estaven ocupats pels seus propietaris, 19 estaven llogats i ocupats pels llogaters i 5 estaven cedits a títol gratuït; 2 tenien una cambra, 3 en tenien dues, 9 en tenien tres, 31 en tenien quatre i 79 en tenien cinc o més. 94 habitatges disposaven pel capbaix d'una plaça de pàrquing. A 49 habitatges hi havia un automòbil i a 62 n'hi havia dos o més.

### Piràmide de població
La piràmide de població per edats i sexe el 2009 era:
| Homes | Edats   | Dones |
| ----- | ------- | ----- |
| 0     | 95 o +  | 0     |
| 0     | 90 a 94 | 0     |
| 0     | 85 a 89 | 0     |
| 0     | 80 a 84 | 0     |
| 0     | 75 a 79 | 0     |
| 4     | 70 a 74 | 4     |
| 16    | 65 a 69 | 8     |
| 4     | 60 a 64 | 8     |
| 0     | 55 a 59 | 8     |
| 8     | 50 a 54 | 4     |
| 24    | 45 a 49 | 12    |
| 16    | 40 a 44 | 12    |
| 12    | 35 a 39 | 12    |
| 8     | 30 a 34 | 4     |
| 0     | 25 a 29 | 12    |
| 12    | 20 a 24 | 4     |
| 4     | 15 a 19 | 20    |
| 12    | 10 a 14 | 20    |
| 8     | 5 a 9   | 4     |
| 16    | 0 a 4   | 8     |

## Economia
El 2007 la població en edat de treballar era de 212 persones, 162 eren actives i 50 eren inactives. De les 162 persones actives 147 estaven ocupades (81 homes i 66 dones) i 15 estaven aturades (3 homes i 12 dones). De les 50 persones inactives 17 estaven jubilades, 18 estaven estudiant i 15 estaven classificades com a «altres inactius».

### Ingressos
El 2009 a Saint-Sauveur-la-Pommeraye hi havia 120 unitats fiscals que integraven 306,5 persones, la mediana anual d'ingressos fiscals per persona era de 17.254 €.

### Activitats econòmiques
Dels 16 establiments que hi havia el 2007, 1 era d'una empresa de fabricació d'altres productes industrials, 4 d'empreses de construcció, 8 d'empreses de comerç i reparació d'automòbils, 1 d'una empresa d'hostatgeria i restauració, 1 d'una empresa immobiliària i 1 d'una entitat de l'administració pública.
Dels 4 establiments de servei als particulars que hi havia el 2009, 1 era un paleta, 1 guixaire pintor, 1 lampisteria i 1 empresa de construcció.
L'any 2000 a Saint-Sauveur-la-Pommeraye hi havia 16 explotacions agrícoles que ocupaven un total de 378 hectàrees.

## Poblacions més properes
El següent diagrama mostra les poblacions més properes.